# Nid d'abeilles (X-Files)
Nid d'abeilles (Zero Sum) est le 21e épisode de la saison 4 de la série télévisée X-Files. Dans cet épisode, qui fait partie de l'arc mythologique de la série,
Skinner doit honorer sa dette envers l'homme à la cigarette tout en étant confronté aux soupçons de Mulder.

## Résumé
À Vienna (Virginie), une employée des postes est tuée par un essaim d'abeilles alors qu'elle prenait une pause. Sur les ordres de l'homme à la cigarette, et pour rembourser la dette qu'il lui doit pour avoir sauvé Scully, Skinner efface toute trace de cette affaire sur l'ordinateur de Mulder, brûle le corps de la victime dans un incinérateur et remplace son échantillon de sang au laboratoire de la police. En sortant de celui-ci, il est abordé par l'inspecteur Thomas, qui le prend pour Mulder, et s'en débarrasse en lui disant que le cas ne l'intéresse pas. Mulder vient trouver Skinner peu après pour lui parler du cas en lui révélant que Thomas a été tué.

## Distribution
- David Duchovny : Fox Mulder
- Mitch Pileggi : Walter Skinner
- William B. Davis : l'homme à la cigarette
- Laurie Holden : Marita Covarrubias
- Morris Panych : l'homme aux cheveux gris
- Don S. Williams : First Elder

Occupée sur le tournage du film Les Puissants, Gillian Anderson est créditée au générique mais n'apparaît pas dans l'épisode,

## Accueil

### Audiences
Lors de sa première diffusion aux États-Unis, l'épisode réalise un score de 11,7 sur l'échelle de Nielsen, avec 17 % de parts de marché, et est regardé par 18,60 millions de téléspectateurs.

### Critique
L'épisode obtient des critiques plutôt favorables. Zack Handlen, du site The A.V. Club, lui donne la note de A. Dans leur livre sur la série, Robert Shearman et Lars Pearson lui donnent la note de 4/5. Le site Le Monde des Avengers lui donne la note de 3/4.
John Keegan, du site Critical Myth, lui donne la note de 5/10. Paula Vitaris, de Cinefantastique, lui donne la note de 1,5/4.

## Commentaire
L'épisode est dédié à la mémoire de Vito J. Pileggi, le père de Mitch Pileggi.